# Saison 2024 de l'équipe cycliste Lotto Dstny
La saison 2024 de l'équipe cycliste Lotto Dstny est la treizième de cette équipe.

## Coureurs et encadrement technique

### Effectif
| Coureur               | Date de Nais.      | Nationalité      | Équipe en 2023              | Vict. | Cont.             | Maillot dist.          |
| --------------------- | ------------------ | ---------------- | --------------------------- | ----- | ----------------- | ---------------------- |
| Johannes Adamietz     | 24 mai 1998        | Allemagne        | Lotto Dstny                 | 1     | 01/2023 - 12/2024 |                        |
| Jenno Berckmoes       | 4 février 2001     | Belgique         | Team Flanders - Baloise     | 2     | 01/2024 - 12/2027 |                        |
| Cédric Beullens       | 27 janvier 1997    | Belgique         | Lotto Dstny                 | 0     | 01/2022 - 12/2025 |                        |
| Victor Campenaerts    | 28 octobre 1991    | Belgique         | Lotto Dstny                 | 1     | 01/2022 - 12/2024 |                        |
| Logan Currie          | 24 juin 2001       | Nouvelle-Zélande | Bolton Equities Black Spoke | 1     | 01/2024 - 12/2025 | - Contre-la-montre     |
| Jasper De Buyst       | 24 novembre 1993   | Belgique         | Lotto Dstny                 | 0     | 01/2015 - 12/2026 |                        |
| Thomas De Gendt       | 6 novembre 1986    | Belgique         | Lotto Dstny                 | 0     | 01/2015 - 12/2024 |                        |
| Arnaud De Lie         | 16 mars 2002       | Belgique         | Lotto Dstny                 | 7     | 01/2022 - 12/2026 | - Route                |
| Jarrad Drizners       | 31 mai 1999        | Australie        | Lotto Dstny                 | 0     | 01/2022 - 12/2025 |                        |
| Pascal Eenkhoorn      | 8 février 1997     | Pays-Bas         | Lotto Dstny                 | 0     | 01/2023 - 12/2024 |                        |
| Jonas Gregaard Wilsly | 30 juillet 1996    | Danemark         | Uno-X Pro Cycling Team      | 0     | 01/2024 - 12/2025 |                        |
| Sébastien Grignard    | 29 avril 1999      | Belgique         | Lotto Dstny                 | 0     | 01/2021 - 12/2026 |                        |
| Jacopo Guarnieri      | 14 août 1987       | Italie           | Lotto Dstny                 | 0     | 01/2023 - 12/2024 |                        |
| Andreas Kron          | 1er juin 1998      | Danemark         | Lotto Dstny                 | 0     | 01/2021 - 12/2024 |                        |
| Arjen Livyns          | 1er septembre 1994 | Belgique         | Lotto Dstny                 | 0     | 01/2023 - 12/2025 |                        |
| Milan Menten          | 31 octobre 1996    | Belgique         | Lotto Dstny                 | 0     | 01/2023 - 12/2026 |                        |
| Sylvain Moniquet      | 14 janvier 1998    | Belgique         | Lotto Dstny                 | 0     | 01/2021 - 12/2024 |                        |
| Mathijs Paasschens    | 18 mars 1996       | Pays-Bas         | Lotto Dstny                 | 0     | 01/2023 - 12/2024 |                        |
| Alec Segaert          | 16 janvier 2003    | Belgique         | Lotto Dstny                 | 3     | 02/2023 - 12/2025 | - Contre-la-montre U23 |
| Eduardo Sepúlveda     | 13 juin 1991       | Argentine        | Lotto Dstny                 | 0     | 01/2023 - 12/2025 |                        |
| Liam Slock            | 18 septembre 2000  | Belgique         | Lotto Dstny                 | 0     | 01/2023 - 12/2026 |                        |
| Lionel Taminiaux      | 21 mai 1996        | Belgique         | Alpecin-Deceuninck          | 1     | 01/2024 - 12/2025 |                        |
| Jarne Van de Paar     | 23 octobre 2000    | Belgique         | Lotto Dstny                 | 1     | 01/2023 - 12/2025 |                        |
| Lennert Van Eetvelt   | 17 juillet 2001    | Belgique         | Lotto Dstny                 | 5     | 01/2023 - 12/2026 |                        |
| Maxim Van Gils        | 25 novembre 1999   | Belgique         | Lotto Dstny                 | 3     | 01/2021 - 12/2024 |                        |
| Brent Van Moer        | 12 janvier 1998    | Belgique         | Lotto Dstny                 | 0     | 06/2019 - 12/2025 |                        |
| Henri Vandenabeele    | 15 avril 2000      | Belgique         | Team dsm-firmenich          | 0     | 01/2024 - 12/2025 |                        |
| Harm Vanhoucke        | 17 juin 1997       | Belgique         | Lotto Dstny                 | 0     | 08/2023 - 12/2024 |                        |
| Florian Vermeersch    | 12 mars 1999       | Belgique         | Lotto Dstny                 | 0     | 06/2020 - 12/2024 |                        |

### Encadrement technique
| Poste                          | Identité                                                           |
| ------------------------------ | ------------------------------------------------------------------ |
| Manager général                | Stéphane Heulot                                                    |
| Directeur sportif              | Kurt Van de Wouwer                                                 |
| Assistants directeurs sportifs | Dirk Demol, Marc Wauters, Mario Aerts, Nikolas Maes, Tony Gallopin |

## Champions nationaux, continentaux et mondiaux
| Date              | Course                                              | Maillot | Coureurs      | Pays             | Lieu     |
| ----------------- | --------------------------------------------------- | ------- | ------------- | ---------------- | -------- |
| 8 février 2024    | Championnat de Nouvelle-Zélande du contre-la-montre |         | Logan Currie  | Nouvelle-Zélande | Timaru   |
| 23 juin 2024      | Championnat de Belgique de cyclisme sur route       |         | Arnaud De Lie | Belgique         | Zottegem |
| 11 septembre 2024 | Championnat d'Europe du contre-la-montre U23        |         | Alec Segaert  | Belgique         | Hasselt  |

## Classement UCI par équipes
Le classement UCI par équipes se calcule en comptabilisant les points des 20 meilleurs coureurs de l'équipe. Ce classement est calculé avec les points acquis lors de l'année civile. Au terme d'une période de trois ans (2023-2025), les dix-huit meilleures équipes recevront une licence World Tour pour la prochaine période (2026-2028).
| Classement UCI (par équipes) au 20 octobre 2024 | Classement UCI (par équipes) au 20 octobre 2024 | Classement UCI (par équipes) au 20 octobre 2024 | Classement UCI (par équipes) au 20 octobre 2024 | Classement UCI (par équipes) au 20 octobre 2024 |
| #                                               | Équipe                                          | 2024                                            | Diff.                                           |                                                 |
| ----------------------------------------------- | ----------------------------------------------- | ----------------------------------------------- | ----------------------------------------------- | ----------------------------------------------- |
| 1                                               | UAE Team Emirates                               | 37407,60                                        | -                                               |                                                 |
| 2                                               | Team Visma-Lease a Bike                         | 20427,98                                        | 16979,62                                        |                                                 |
| 3                                               | Soudal Quick-Step                               | 18153,97                                        | 2274,01                                         |                                                 |
| 4                                               | Lidl-Trek                                       | 17989,00                                        | 164,97                                          |                                                 |
| 5                                               | Red Bull-Bora-Hansgrohe                         | 16894,33                                        | 1094,67                                         |                                                 |
| 6                                               | Decathlon AG2R La Mondiale                      | 15930,84                                        | 963,39                                          |                                                 |
| 7                                               | Ineos Grenadiers                                | 15547,97                                        | 382,87                                          |                                                 |
| 8                                               | Alpecin-Deceuninck                              | 15020,00                                        | 527,97                                          |                                                 |
| 9                                               | Lotto Dstny                                     | 12579,29                                        | 2440,71                                         |                                                 |
| 10                                              | Groupama-FDJ                                    | 12357,00                                        | 222,29                                          |                                                 |
| 11                                              | Israel-Premier Tech                             | 11723,33                                        | 633,67                                          |                                                 |
| 12                                              | EF Education-EasyPost                           | 11594,95                                        | 128,38                                          |                                                 |
| 13                                              | Movistar Team                                   | 10879,00                                        | 715,95                                          |                                                 |
| 14                                              | Jayco AlUla                                     | 10625,30                                        | 253,70                                          |                                                 |
| 15                                              | Intermarché-Wanty                               | 9915,00                                         | 710,30                                          |                                                 |
| 16                                              | Team dsm-firmenich PostNL                       | 9646,63                                         | 268,37                                          |                                                 |
| 17                                              | Bahrain Victorious                              | 9547,16                                         | 99,47                                           |                                                 |
| 18                                              | Uno-X Mobility                                  | 8938,67                                         | 608,49                                          |                                                 |
| 19                                              | Arkéa-B&B Hotels                                | 8735,00                                         | 203,67                                          |                                                 |
| 20                                              | Cofidis                                         | 7889,84                                         | 845,16                                          |                                                 |
| 21                                              | Astana Qazaqstan Team                           | 6563,24                                         | 1326,60                                         |                                                 |
| 22                                              | Tudor Pro Cycling Team                          | 5753,33                                         | 809,91                                          |                                                 |

| Liste des vingt coureurs marquant des points pour le classement UCI par équipes 2024. | Liste des vingt coureurs marquant des points pour le classement UCI par équipes 2024. | Liste des vingt coureurs marquant des points pour le classement UCI par équipes 2024. |
| #                                                                                     | Coureur                                                                               | Points                                                                                |
| ------------------------------------------------------------------------------------- | ------------------------------------------------------------------------------------- | ------------------------------------------------------------------------------------- |
| 1                                                                                     | Maxim Van Gils                                                                        | 2482,00                                                                               |
| 2                                                                                     | Arnaud De Lie                                                                         | 2458,43                                                                               |
| 3                                                                                     | Lennert Van Eetvelt                                                                   | 1748,00                                                                               |
| 4                                                                                     | Alec Segaert                                                                          | 943,00                                                                                |
| 5                                                                                     | Jenno Berckmoes                                                                       | 882,43                                                                                |
| 6                                                                                     | Lionel Taminiaux                                                                      | 577,00                                                                                |
| 7                                                                                     | Victor Campenaerts                                                                    | 576,00                                                                                |
| 8                                                                                     | Milan Menten                                                                          | 410,00                                                                                |
| 9                                                                                     | Eduardo Sepúlveda                                                                     | 335,00                                                                                |
| 10                                                                                    | Harm Vanhoucke                                                                        | 324,00                                                                                |
| 11                                                                                    | Jarne Van de Paar                                                                     | 308,00                                                                                |
| 12                                                                                    | Brent Van Moer                                                                        | 237,00                                                                                |
| 13                                                                                    | Liam Slock                                                                            | 231,00                                                                                |
| 14                                                                                    | Sylvain Moniquet                                                                      | 228,00                                                                                |
| 15                                                                                    | Logan Currie                                                                          | 198,43                                                                                |
| 16                                                                                    | Pascal Eenkhoorn                                                                      | 181,00                                                                                |
| 17                                                                                    | Arjen Livyns                                                                          | 159,00                                                                                |
| 18                                                                                    | Johannes Adamietz                                                                     | 108,00                                                                                |
| 19                                                                                    | Andreas Kron                                                                          | 103,00                                                                                |
| 20                                                                                    | Cédric Beullens                                                                       | 90,00                                                                                 |
| TOTAL                                                                                 | TOTAL                                                                                 | 12579,29                                                                              |

| Classement UCI (par équipes) pour les années 2023 et 2024. | Classement UCI (par équipes) pour les années 2023 et 2024. | Classement UCI (par équipes) pour les années 2023 et 2024. | Classement UCI (par équipes) pour les années 2023 et 2024. | Classement UCI (par équipes) pour les années 2023 et 2024. | Classement UCI (par équipes) pour les années 2023 et 2024. |
| #                                                          | Équipe                                                     | 2023                                                       | 2024                                                       | Total                                                      | Diff.                                                      |
| ---------------------------------------------------------- | ---------------------------------------------------------- | ---------------------------------------------------------- | ---------------------------------------------------------- | ---------------------------------------------------------- | ---------------------------------------------------------- |
| 1                                                          | UAE Team Emirates                                          | 30963,18                                                   | 37407,60                                                   | 68370,78                                                   | -                                                          |
| 2                                                          | Team Visma-Lease a Bike                                    | 29654,45                                                   | 20427,98                                                   | 50082,43                                                   | 18288,35                                                   |
| 3                                                          | Soudal Quick-Step                                          | 18702,85                                                   | 18153,97                                                   | 36856,82                                                   | 13225,61                                                   |
| 4                                                          | Lidl-Trek                                                  | 16054,45                                                   | 17989,00                                                   | 34043,45                                                   | 2813,37                                                    |
| 5                                                          | Ineos Grenadiers                                           | 17760,93                                                   | 15547,97                                                   | 33308,90                                                   | 734,55                                                     |
| 6                                                          | Red Bull-Bora-Hansgrohe                                    | 13325,13                                                   | 16894,33                                                   | 30219,46                                                   | 3089,44                                                    |
| 7                                                          | Alpecin-Deceuninck                                         | 14519,25                                                   | 15020,00                                                   | 29539,25                                                   | 680,21                                                     |
| 8                                                          | Groupama-FDJ                                               | 14834,51                                                   | 12357,00                                                   | 27191,51                                                   | 2347,74                                                    |
| 9                                                          | Lotto Dstny                                                | 14112,83                                                   | 12579,29                                                   | 26692,12                                                   | 499,39                                                     |
| 10                                                         | Bahrain Victorious                                         | 15787,81                                                   | 9547,16                                                    | 25334,97                                                   | 1357,15                                                    |
| 11                                                         | Decathlon AG2R La Mondiale                                 | 9096,00                                                    | 15930,84                                                   | 25026,84                                                   | 308,13                                                     |
| 12                                                         | EF Education-EasyPost                                      | 11818,69                                                   | 11594,95                                                   | 23413,64                                                   | 1613,20                                                    |
| 13                                                         | Movistar Team                                              | 10989,53                                                   | 10879,00                                                   | 21868,53                                                   | 1545,11                                                    |
| 14                                                         | Israel-Premier Tech                                        | 10022,00                                                   | 11723,33                                                   | 21745,33                                                   | 123,20                                                     |
| 15                                                         | Jayco AlUla                                                | 10737,65                                                   | 10625,30                                                   | 21362,95                                                   | 382,38                                                     |
| 16                                                         | Intermarché-Wanty                                          | 10492,28                                                   | 9915,00                                                    | 20407,28                                                   | 955,67                                                     |
| 17                                                         | Team dsm-firmenich PostNL                                  | 9102,20                                                    | 9646,63                                                    | 18748,83                                                   | 1658,45                                                    |
| 18                                                         | Cofidis                                                    | 10437,41                                                   | 7889,84                                                    | 18327,25                                                   | 421,58                                                     |
| 19                                                         | Arkéa-B&B Hotels                                           | 7229,00                                                    | 8735,00                                                    | 15964,00                                                   | 2363,25                                                    |
| 20                                                         | Uno-X Mobility                                             | 6569,00                                                    | 8938,67                                                    | 15507,67                                                   | 456,33                                                     |
| 21                                                         | Astana Qazaqstan Team                                      | 7044,44                                                    | 6563,24                                                    | 13607,68                                                   | 1899,99                                                    |
| 22                                                         | TotalEnergies                                              | 5765,00                                                    | 4897,00                                                    | 10662,00                                                   | 2945,68                                                    |

## Classement UCI individuel en fin de saison
| 14  | Maxim Van Gils      | 2482,00 |
| 15  | Arnaud De Lie       | 2458,43 |
| 35  | Lennert Van Eetvelt | 1748,00 |
| 98  | Alec Segaert        | 943,00  |
| 107 | Jenno Berckmoes     | 882,43  |
| 175 | Lionel Taminiaux    | 577,00  |
| 176 | Victor Campenaerts  | 576,00  |
| 231 | Milan Menten        | 410,00  |
| 268 | Eduardo Sepúlveda   | 335,00  |
| 281 | Harm Vanhoucke      | 324,00  |

| 297 | Jarne Van de Paar | 308,00 |
| 365 | Brent Van Moer    | 237,00 |
| 379 | Liam Slock        | 231,00 |
| 386 | Sylvain Moniquet  | 228,00 |
| 437 | Logan Currie      | 198,43 |
| 472 | Pascal Eenkhoorn  | 181,00 |
| 509 | Arjen Livyns      | 159,00 |
| 651 | Johannes Adamietz | 108,00 |
| 673 | Andreas Kron      | 103,00 |
| 730 | Cédric Beullens   | 90,00  |

| 879  | Jasper De Buyst       | 69,43 |
| 1926 | Mathijs Paasschens    | 15,00 |
| 2158 | Jonas Gregaard Wilsly | 10,00 |
| 3107 | Jarrad Drizners       | 1,43  |
| 3107 | Sébastien Grignard    | 1,43  |
| -    | Thomas De Gendt       | 0,00  |
| -    | Jacopo Guarnieri      | 0,00  |
| -    | Henri Vandenabeele    | 0,00  |
| -    | Florian Vermeersch    | 0,00  |